# Bilkî, Dzerjînsk
Bilkî (în ucraineană Білки) este un sat în comuna Prutivka din raionul Dzerjînsk, regiunea Jîtomîr, Ucraina.

## Demografie
Componența lingvistică a localității Bilkî
     Ucraineană (98,64%)
     Rusă (1,36%)
Conform recensământului din 2001, majoritatea populației localității Bilkî era vorbitoare de ucraineană (98,64%), existând în minoritate și vorbitori de rusă (1,36%).